# Francis Koroma
Francis Zapa Koroma (Koidu, 4 gennaio 1975) è un ex calciatore sierraleonese, di ruolo difensore.

## Carriera

### Club
Tra il 1995 ed il 1997 ha giocato in patria con i Diamond Stars.

### Nazionale
Ha più volte rappresentato la nazionale sierraleonese (24 presenze e 3 reti tra il 1994 ed il 2001).